# بهارونا
بهارونا (به لاتین: Beharona) یک منطقهٔ مسکونی در ماداگاسکار است که در مانجا واقع شده‌است. بهارونا ۱۴٬۰۰۰ نفر جمعیت دارد و ۲۴۲ متر بالاتر از سطح دریا واقع شده‌است.